# Дрезденський триптих
Дрезденський триптих, відомий також під назвами Богородиця з Немовлям, Святим Георгієм і Святою Катериною і Вівтар Діви Марії — невеликий навісний вівтарний триптих роботи ранньонідерландського художника Яна ван Ейка. Триптих складається з п'яти окремих панелей — центральної і двох двосторонніх крил. Робота підписана, художник сам датував її 1437 роком. Наразі входить до складу постійної експозиції дрезденської Галереї старих майстрів. Оригінальні рами панелей також дійшли до наших днів. Цей триптих — єдиний зі збережених триптихів, приписуваних ван Ейку, і єдина непортретна робота, яка була підписана особистим девізом художника ALC IXH XAN («Так добре, як я можу»). Зазвичай цей триптих використовують для датування інших творів художника, оскільки його було створено в середині творчого шляху митця. Сюжет і композиційні рішення перегукуються з рядом мотивів більш ранніх робіт ван Ейка, ілюструючи прогрес художника в поводженні з глибиною просторової композиції. Крім цього, зафіксовані елементи іконографії Богородиці набули широкого поширення в живопису другої половини XV століття. На думку історика Елізабет Дханенс, Дрезденський триптих є «найчарівнішою, найвитонченішою і найпривабливішою роботою з усіх збережених творів Яна ван Ейка».
У закритому стані на двох зовнішніх боках крил триптиха видно зображення Діви Марії і Архангела Гавриїла з євангельської події Благовіщення. Фігури написані у техніці гризайль, і через їх практично монохромне забарвлення у глядача створюється враження, що перед ним фігури з каменю. Сцена на трьох внутрішніх панелях триптиха зображена у церковних інтер'єрах. На центральній картині зображена Діва Марія, що сидить на троні з дитям Ісусом на руках. На лівому крилі зображена фігура Архангела Михаїла, права рука якого лежить на плечі схиленої перед Богородицею фігури — портрета донатора. На правому крилі ван Ейк розмістив постать Катерини Александрійської, яка читає. Межі між панелями позначені двома шарами бронзової фарби з латинськими написами, взятими із різних джерел. Так, фрази на центральній рамі ван Ейк запозичив із біблійних описів Вознесіння Діви Марії, в той час як на внутрішніх крилах викладені фрагменти молитов, присвячених святим Михаїлу та Катерині.

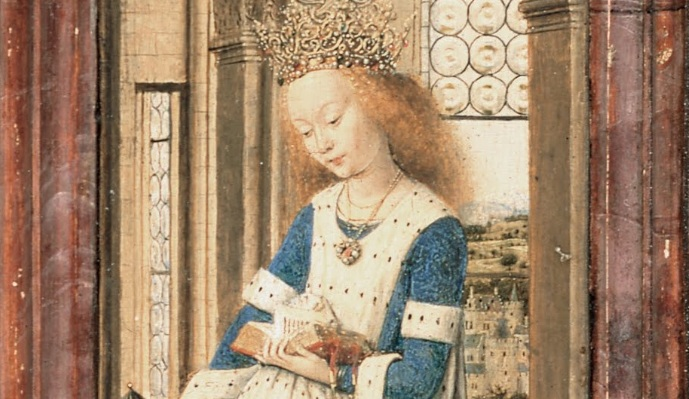
Фрагмент правої панелі Дрезденського Триптиха, на якому зображена свята Катерина Александрійська і внутрішній молдинг захисної рами

Імовірно, триптих призначався для особистої молитви і швидше за все використовувався мандрівним священиком як переносний вівтар. Незважаючи на те, що дані про донаторів не збереглися, пишно оздоблені латинськими написами рами панелей свідчать, що він був людиною високоосвіченою і культурною. Оскільки документальні свідчення про замовників живопису Північного Відродження практично відсутні, їх особи найчастіше встановлюються на основі документів, зібраних сучасними мистецтвознавцями. Пошкоджені герби на кутах стулок Дрезденського Триптиха були зіставлені з гербом альберго Джустініані з Генуї — впливового кланового об'єднання, яке починаючи з 1362 року брало активну участь у налагодженні торговельних відносин із Брюгге.

## Провенанс і атрибуція
Імовірно, починаючи з середини-кінця XV століття Дрезденський триптих знаходився у володінні альберго Джустініані. Наступна згадка про роботу датується 10 травня 1597 року, коли твір викупив Вінченцо I Гонзага. Згодом, у 1627 році, триптих у складі колекції Гонзага був куплений англійським королем Карлом I. Після усунення від влади і подальшої страти короля, твір було відправлено до Парижу, де його новим власником став Еверхард Джабах — художній колекціонер і банкір із Кельна, який працював своєрідним арт-дилером для Людовика XIV і Джуліо Мазаріні. Рік по тому після смерті Джабаха 1695 року твір перейшов у володіння курфюрста Саксонії. Наступну документальну згадку про роботу зроблено під час інвентаризації Галереї старих майстрів у 1754 році. До 1830 року творцем триптиха вважався Альбрехт Дюрер, допоки німецький історик Алоїз Хірт не встановив, що авторство належить ван Ейку. Каталог Дрезденської галереї від середини XIX століття приписував твір Хуберту ван Ейку і тільки через кілька років — Яну.

Картина Яна ван Ейка «Мадонна Лукка» (1436). Представлена у Штеделівському художньому інституті у Франкфурті

Художник підписав і датував роботу, а також додав свій девіз на центральну панель. Підпис було виявлено тільки при знятті оригінальної рами під час реставрації середини XX століття, остаточно авторство підтверджено у 1959 році з виявленням підпису художника поруч з іншими словами девізу: IOHANNIS DE EYCK ME FECIT ET C [OM] PLEVIT ANNO D [OMINI MCCCCXXXVII . ALC IXH XAN («Ян ван Ейк створив і закінчив мене у 1437 році. Як можу»). Слово «закінчив» (complevit) може означати як дату створення, так і зухвалий коментар амбітного майстра — у той час більшість художників наймали підмайстрів для допомоги з великими замовленнями. Можливо, зарозумілий живописець вказував, що його помічники по майстерні не брали вагомої участі у створенні роботи і що він був головним відповідальним за задум і виконання триптиха. На користь цієї версії також свідчить той факт, що це єдина не портретна робота, яка містить девіз ван Ейка ALC IXH XAN («Як можу»). Аж до виявлення підпису художника можливе датування твору варіювалося від раннього періоду творчості ван Ейка у 1420-і роки до більш пізнього періоду у 1430-х роках. Оскільки робота була точно атрибутована, Дрезденський триптих часто використовується як точка відліку для датування інших творів ван Ейка. Триптих відображає явний стилістичний розвиток художника у певних деталях, включно з опрацюванням вітражів і молдингів біля аркади, а також зображенням перспективи.
Композицію центральної панелі часто порівнюють з іншим не підписаним і недатованими твором художника «Мадонна Лукка» (приблизно 1436 рік). Ця робота перегукується з центральною панеллю Дрезденського триптиха в ряді деталей, включаючи темно-зелений балдахін, фігуру і розташування Діви Марії, численні складки на її сукні, помаранчеві та коричневі відтінки при зображенні підлоги, геометричний візерунок килима і дерев'яну різьбу. Припускають, що «Мадонна Лукка» — це портрет молодої дружини художника Маргарет.

## Опис
Разом із рамами розмір роботи становить 33 x 27,5 см. Мініатюрний розмір вказує на те, що імовірно триптих замислювався як переносний вівтар (altare portabile). Представники вищих верств суспільства і аристократії могли придбати подібні роботи лише з папського дозволу, щоб використовувати під час подорожей або паломництва. Донатор ван Ейка Філіпп III Добрий володів як мінімум одним переносним триптихом, фрагменти якого дійшли дотепер.
Три внутрішні панелі складають композицію «Святої бесіди» — вельми поширеної форми в італійському живописі другої половини XIV століття, у якій святий покровитель представляє зазвичай уклінно схиленого донатора «Божественності або Матері Божій», яка сидить на троні . Мистецтвознавець Джон Ворд припускає, що багата і складна іконографія та символічне значення, які ван Ейк вкладав у релігійні зображення, підкреслювали співіснування духовного і матеріального світів. У ранніх роботах ван Ейка найтонші іконографічні риси — замаскована символіка — впліталися у твір через «відносно невеликі [деталі], на задньому плані або в тіні». У числі подібних деталей було явлення Богородиці перед донатором, панель з яким прикрашалася різьбленням із подіями з його життя. У виконаних після 1436 року релігійних панелях ван Ейка кількість використовуваних іконографічних або символічних елементів помітно зменшилася. Ворд вважає, що на подібне рішення могли вплинути як зменшення обсягу робіт, так і побажання донатора, або художник міг «вирішити, що вичерпав найцікавіші можливості і … більша частина його ретельно спланованої символіки залишилася не оціненою донаторами або глядачами». Згідно Лінну Джейкобсу, Дрезденський триптих уособлює символічну систему, оскільки у ньому зіставлені небесні і земні об'єкти. Подібне розмежування найбільш очевидно при порівнянні монохромних зовнішніх і яскравих внутрішніх панелей.

### Рами
Оригінальні рами триптиха збереглися, вони служать одночасно прикрасою і захистом зображення від світла і пилу під час подорожей і «in situ» («На місці»). Внутрішні панелі обрамлені профільованим багетом і вставлені у рами, на яких вирізані позолочені написи; у верхніх кутах кожного із двох крил вівтаря вирізано кілька гербів. Букви і фрази латинською мовою служать подвійній меті. Вони використовуються як прикраса, що імітує поля середньовічних рукописів, а також створюють загальний фон — ван Ейк припускав, що глядач буде сприймати текст і зображення як єдине ціле. У своєму дослідженні ранньонідерландських триптихів Лінн Джейкобс приходить до висновку, що написи використовувалися для розрізнення і розділення між мирською і духовною сферами. На панелях зображували «земні» сцени, водночас написи на рамах служили нагадуванням про «небесний» вплив. Написи підкреслюють подвійність між земною і небесною сферами, де свята Катерина наводить на думки про аскетичне благочестя, а сама її фігура зображена у розкішних шатах і коштовностях.
На центральній панелі вирізані фрагменти з Книги Мудрості Соломона (7:26 і 7:29), і Книги Проповідника (24: 23-24) . Написи на бічних панелях взяті з текстів, які безпосередньо належать двом святим.

### Внутрішні панелі

#### Богоматір з Немовлям
На центральній панелі зображені Богородиця і Немовля Ісус, що сидять на троні у церковному нефі колоною базиліки. Трон оточений з двох боків колонами, написаними різноманітними темно-червоними, помаранчевими і сірими фарбами — колірне рішення, яке, згідно з Пітером Хітом, надає «відчуття повітряної безмовності». Трон розташований на ківорії, перед ним лежить строкатий східний килим на кахляній підлозі, викладеній плиткою зі складним геометричним візерунком. На підлокітниках трону і арках з обох боків розташовані різьблені або рельєфні образи. До їх числа входять крихітні зображення Ісаака, Давида і Голіафа, хоча мистецтвознавець Антьє Марія Нойнер тлумачить останнє зображення як фігуру Їфтаха, який приносить у жертву свою доньку. Марія одягнена в пишно розшиту і характерну для робіт ван Ейка об'ємну червону мантію, яка також служить тканиною почесті. Мантія одягнена поверх синьої нижньої сукні з квадратним вирізом, прикрашеним облямівкою з дорогоцінними каменями. Згідно Отто Пехту, у своїх роботах ван Ейк часто зображує Діву Марію у червоному вбранні, що створює додатковий ефект її домінування у просторі. Немовля Ісус голий і тримає в напрямку донатора стрічку, прикрашену фразою з Євангелія від Матвія (11:29): DISCITE A ME, QUIA MITIS SUM ET HUMILIS CORDE («Дізнайся про мене, бо я лагідний і сумирний у серці»).

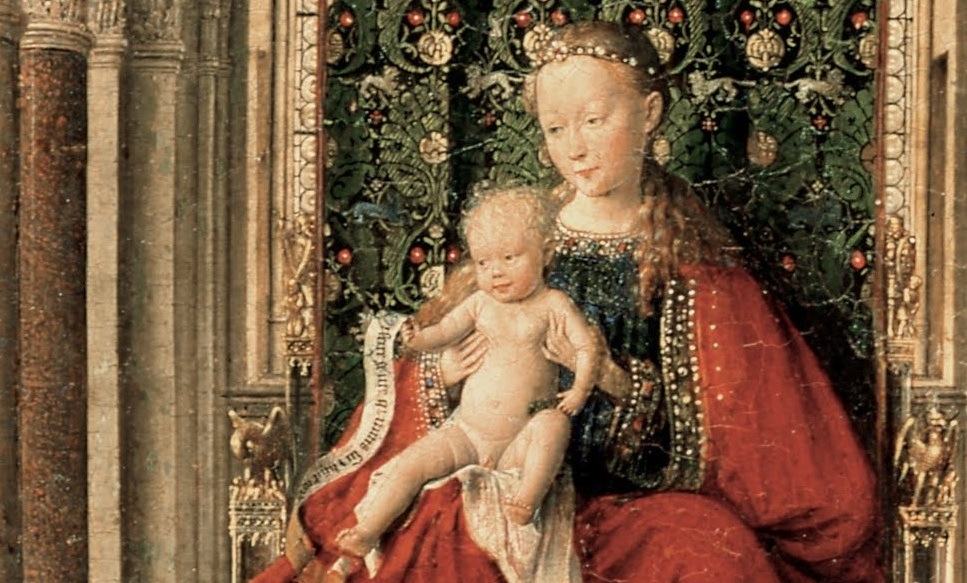
Фрагмент роботи, що зображає Діву Марію і Немовля Ісуса, які сидять на вкритому балдахіном троні з різнокольоровими мармуровими колонами з лівого боку

Присутність Діви Марії у церкві дуже символічна, вона і немовля займають простір, де зазвичай розташовується вівтар. Подібно двом іншим іконографічним образам Богородиці ван Ейка на картинах «Мадонна каноніка ван дер Пале» (1436) і «Мадонна в церкві» (1438—1440), Діва Марія зображена неприродно великою і диспропорційною розмірам навколишнього інтер'єру. Подібна техніка ілюструє вплив італійських живописців XII—XIII століть, таких як Чімабуе і Джотто ді Бондоне, які, у свою чергу, спиралися на традицію монументальних зображень Діви Марії у візантійській іконографії. Згідно з твердженням мистецтвознавця Лорна Кемпбелла, Богородиця зображена у динаміці, ніби вона збирається «піднятися зі свого трону і увійти до того ж простору, де знаходяться архангел Михаїл і свята Катерина, вона буде підніматися над ними, а також над колонами церкви». Такий спосіб зображувати Діву Марію, що матеріалізується перед донатом у відповідь на його молитву і відданість, дуже характерний для ван Ейка. Зображена на Дрезденському триптиху Діва Марія монументальна, але не така несказанно велика, як у роботах XIII століття. Вона помітно виділяється в інтер'єрі центральної панелі, але відносно пропорційна відносно фігур на бічних крилах. Подібна стриманість свідчить про початок «зрілої» фази у творчості ван Ейка, що найбільш помітна по «більшій просторовій глибині» композиції" .
Поза Ісуса схожа на позу немовляти з картини «Мадонна каноніка ван дер Пале» — він також тягнеться до донатора, але на Дрезденському триптиху його голова розташована більш фронтально.

#### Крила святих і донатора
Зображення Катерини Александрійської та Архангела Михаїла займають праве і ліве крило триптиха відповідно. Вони стоять у проходах, або деамбулаторій, на кілька проходів ближче до переднього плану, ніж зображення на центральній панелі. Стилістика їх написання відповідає тому стилю художника, який він розвиває, — коридори створюють відчуття простору, особливо завдяки прихованому простору, водночас як обидва святих злегка нахиляються до Діви Марії. Використання перспективи робить фігури святих відносно невеликими. Згідно Пехту, вони "менш масивні, ніж грандіозні фігури у " Мадонні каноніка ван дер Пале «. Саме ця готична витонченість привела багатьох вчених до рішення … віднести триптих до ранніх робіт Яна ван Ейка». Дві бічні панелі наповнені проникаючим через вікна світлом, який відбивається від атрибутів святих, виблискуючи на обладунках архангела Михаїла і прикрашеному коштовностями сталевому мечі Катерини Александрійської.

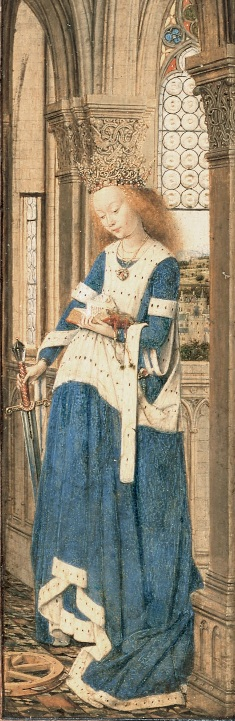
Фрагмент роботи, що зображає Катерину Александрійську. Святу можна впізнати по символах святих навколо неї

На правій панелі ван Ейк зобразив Катерину Александрійську в образі готичної принцеси. Вона стоїть, читаючи книгу у «чудовій скромності», її світле волосся розпущене, а голова увінчана вишуканою дорогоцінною короною, дуже схожою на корону з картини «Мадонна канцлера Ролена». Насичено-синю сукню і табард із білого драпірування горностаєвим хутром доповнюють образ принцеси. На її шиї висить золотий ланцюжок із дорогоцінним кулоном. Художник доповнив образ Катерини Александрійської усіма традиційно пов'язаними з нею атрибутами. У правій руці вона тримає меч, яким згодом була обезголовлена, а біля її ніг лежить колесо, на якому її катували. Подібно жіночому образу у «Портреті подружжя Арнольфіні», фігура Катерини «модно грушоподібна». Хіт зазначає, що її вбрання «більш сліпуче, ніж у Богородиці» і порівнюване з розкішною бронею архангела Михаїла на лівому крилі триптиха.
Рішення Яна ван Ейка зобразити Катерину Александрійську може бути пояснено рядом причин. У той час вона була другою за популярністю і репутацією святою після Діви Марії. У житті Катерина Александрійська була одночасно освіченою і щиросердою жінкою — якості, які, можливо, були властиві і донатору. Свята Катерина поглинена книгою у споглядальній манері, що також може бути віддзеркаленням характеру замовника. Рама її крила підписана словами VIRGO PRUDENS ANELAVIT, GRANUM SIBI RESERVAVIT, VENTILANDO PALEAM. DISIPLINUS EST IMBUTA PUELLA COELESTIBUS, NUDA NUDUM EST SECUTA CHRISTUM PASSIBUS, DUM MUNDANIS EST EXUTA ECT («Розсудлива діва жадала зоряного трону, де вона приготувала своє місце; залишаючи мирський тік, вона зберегла для себе зерна, відокремивши полову. Юна діва занурилася у вивчення небесної науки, очищена від суєти повсякденності, впевненою ходою ступаючи за Христом до моменту звільнення від тягаря земного існування»).

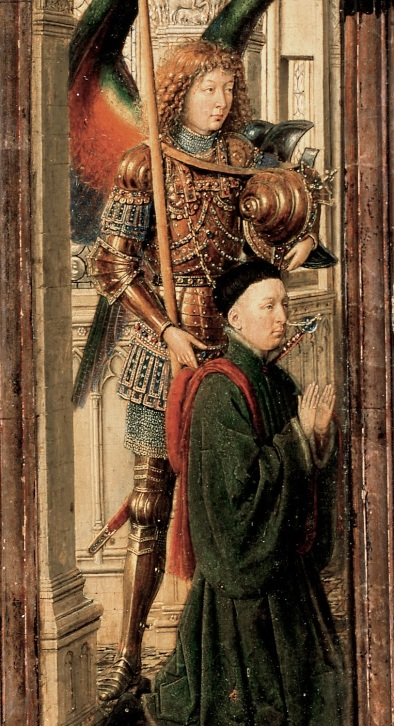
Фрагмент роботи, на якому Архангел Михаїл представляє донатора Діві Марії. Також на фрагменті присутні дві імітовані бронзові рами

У вікні за спиною святої Катерини видно панораму міста, проте через мініатюрність картини його можна розгледіти тільки зблизька. Краєвид написаний дуже тонким пензлем, так що глядач може розгледіти низку зображених у найдрібніших деталях будівель і пагорби перед засніженими горами.
До плеча юного архангела Михаїла прихилено спис. Святий одягнений у майстерно прикрашені коштовностями кольорові обладунки, його ліва рука тримає шолом, а права лежить на плечі донатора, схиленого перед Богородицею. Руки донатора тягнуться вгору як при молитві, однак долоні не торкаються одна одної. На його правому мізинці зображено золоте кільце, а сам він одягнений у довгий гупелянд оливкового кольору, який тоді був на піку моди і підтверджував високий статус донатора при Бургундському дворі. Одяг має високий комір із хутряною підкладкою і глибокі мішкуваті рукава з хутряною обробкою. Замовник підстрижений «під горщик», із закругленим по краях і поголеним над вухами волоссям, що було типово для нідерландської моди середини 1430-х років. За винятком червоного капюшона, його наряд нагадує одяг нареченого з картини «Портрет подружжя Арнольфіні».
На капітелі колони над головою донатора вигравіювані зображення військових сцен. Подібні різьблення можна побачити поруч з донатором і в ранніх роботах ван Ейка «Мадонна каноніка ван дер Пале» і «Мадонна канцлера Ролена», де сцени зображують події або особисті обставини з життя замовника. Вирізані на Дрезденському триптиху сцени найімовірніше служать тій самій меті, однак через неможливість визначити особистість донатора складно зрозуміти, що саме вони зображують. Згідно мистецтвознавиці Елізабет Даненс, гравіювання може зображати саркофаг Іполіта Римського у Пізі, що, на її думку, підтверджує теорії про італійське походження донатора. Даненс також зазначає, що військова сцена підкреслює військовий статус архангела Михаїла. Ворд порівнює це різьблення зі схожим різьбленням на знайденій у Вашингтоні картині ван Ейка «Благовіщення». На відміну від своїх більш ранніх присвячених портретів ван Ейк зобразив донатора на віддалі від Діви Марії і в набагато меншому масштабі стосовно неї.
Написи по краях рами панелі містять молитовні фрагменти з літургії, яку здійснюють на свято св. Архангела Михаїла. Напис говорить: HIC EST ARCHANGELUS PRINCEPS MILITAE ANGELORUM CUIUS HONOR PRAESTAT BENEFICIA POPULORUM ET ORATARIO PERDUCIT AD REGNA COELORUM . HIC ANGELUS MICHAEL DEI NUNTIUS DE ANIMABUS JUSTIS. GRATIA DEI ILLE VICTOR IN COELIS RESEDIT. A PACIBUS («Це Михаїл Архангел, командувач ангельським воїнством, чий привілей дарувати ласку і заступництво тим, кого молитва веде до Небесного Царства. Архангел Михаїл, посланець Бога для душ праведних. Милістю Бога цей великий переможець посів належне йому місце на Небі, місці умиротворення»).

### Зовнішні панелі

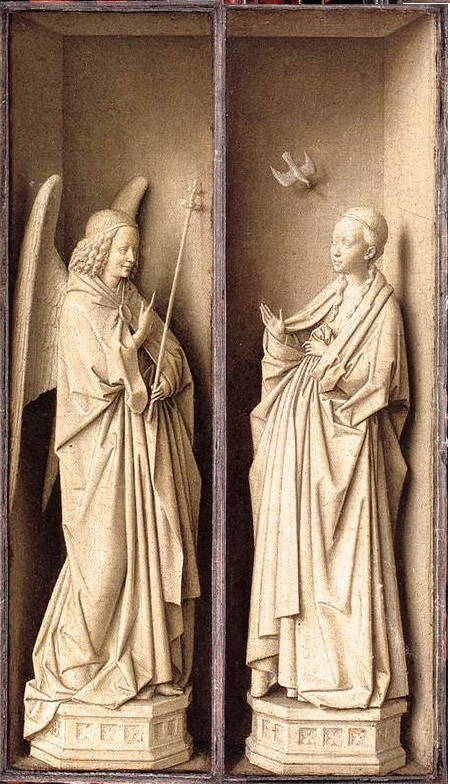
Вид на закриті віконниці, на яких зображені сцени Благовіщення з імітаціями статуй Архангела Гавриїла і Діви Марії

Коли триптих закритий, стає видно зовнішні зображення на крилах вівтаря, що ілюструють сцени Благовіщення з Архангелом Гавриїлом і Дівою Марією, виконані у техніці гризайль. Фігури є імітацією скульптурних робіт; цього ефекту ван Ейк досягає зокрема завдяки розміщенню святих на восьмикутних п'єдесталах. Фігури осяяні світлом, що падає зліва — прийом, який художник часто використовував для позначення присутності Бога. Голуб Святого Духа ширяє над головою Діви Марії. Той факт, що голуб також намальований у техніці гризайль, але ніяк не прикріплений до п'єдесталу і ширяє над головами святих, звертає увагу глядача на те, що він дивиться не на скульптуру, а на її мальовничу імітацію.
У XV столітті тема Благовіщення переважає на зовнішніх крилах поліптихів Північного Відродження. Коріння художньої традиції сягають Візантійського мистецтва, в той час як повторна популяризація практики сталася багато в чому завдяки ван Ейку. Разом із «Гентським вівтарем» Дрезденський триптих є одним із найбільш ранніх збережених творів, виконаних у подібній манері. З цієї причини Ян ван Ейк вважається винахідником мотиву, який став зразковим від середини XV століття. Благовіщення знаменує втілення Ісуса у плоті. Тому зображення сцени на зовнішніх крилах триптиха гармонійно поєднується зі сценами з життя Ісуса, зазвичай відображеними на внутрішніх панелях.

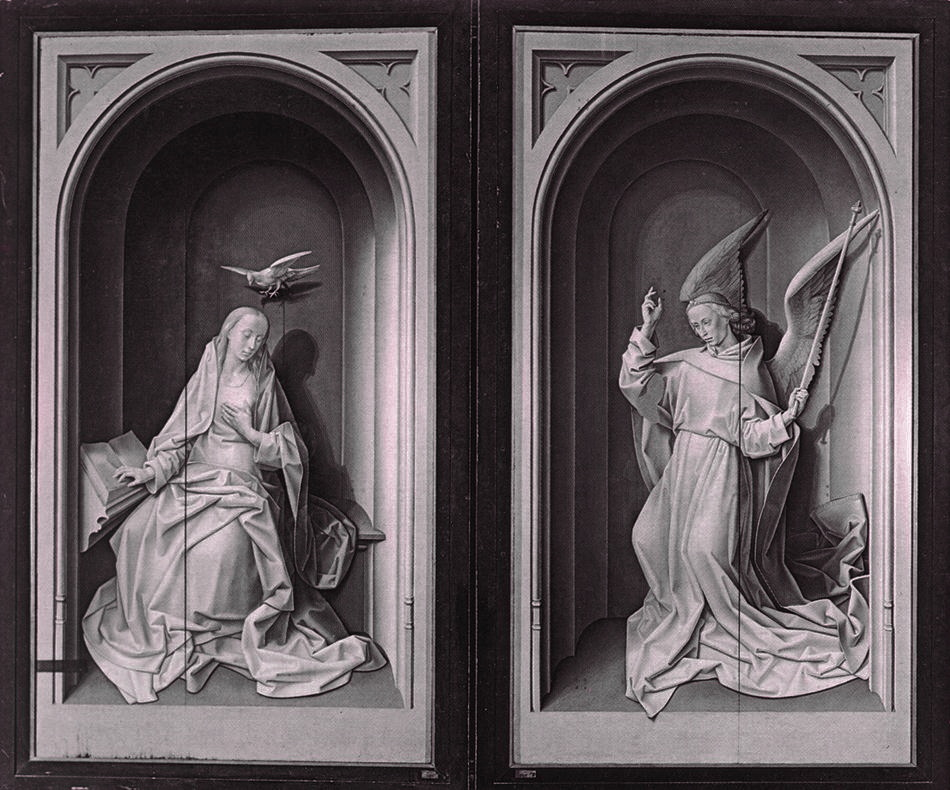
Зовнішні крила «Вівтаря Портінарі», виконаного Гуго ван дер Гусом у 1475 році. Наразі вівтар експонується у флорентійському музеї Уффіці. Ван дер Гус ретельно наслідує встановлену ван Ейком художню традицію, проте він не змальовує типові для класичної скульптури восьмикутні п'єдестали

У XV столітті на зовнішніх крилах диптихів і триптихів зазвичай зображували написані у техніці гризайль сцени Благовіщення. Моллі Тіздейл Сміт вважає, що коріння художньої практики сягає традиції покривати релігійні образи сірою тканиною протягом 46-денного періоду, що передує Великодню. Взаємозв'язок простежується і з тим, що зазвичай поліптихи тримали закритими, за винятком неділі або церковних свят, коли вони були відкриті для демонстрації більш яскравих внутрішніх зображень.
Згідно Даненс, скульптурне зображення на зовнішніх панелях є «блискучим успіхом … у додаванні сенсу життя передбачуваним статуям». Новаторський підхід художника полягає і в тому, що він зобразив два крила поліптиха у техніці гризайль. Найбільш раннім збереженим прикладом подібної техніки є зовнішні крила «Гентського вівтаря».

## Архітектура
Зображена церква належить до романського архітектурного стилю з готичними елементами. Над головою Марії розташовано балдахін, а невеликий неф ледь вміщує її. Навколо зображені колонади із заокругленими арками. Відтінки мармурових колон варіюють від рожевого до червоного і фіолетового. Кожна із капітелей прикрашена майстерним різьбленням, на деяких із них художник помістив зображення дванадцяти апостолів під маленьким навісом. Склепіння базиліки видно в проходах, але не в центральному нефі. Мається на увазі, що деякі з приміщень приховані від очей глядача. Приховано простір на всі боки від колонади і за балконом позаду трону. Також існують невидимі глядачеві виходи в коридори, які розташовані в задніх частинах бічних панелей. Вікна зі східного боку правого крила нагадують вікна з іншої роботи ван Ейка — «Мадонна канцлера Ролена».
Просторова глибина на центральній панелі ілюструє прогрес у художній техніці ван Ейка, особливо у порівнянні з його схожими роботами 1436 року: «Диптихом Благовіщення» або «Мадонна каноніка ван дер Пале», обидві з яких досить площинні. Ефекту об'ємного приміщення досягнуто завдяки низці художніх прийомів. Наприклад, Діва Марія розміщена у дальньому кінці художнього простору, так, щоб вона виглядала одночасно і меншою, і на відстані. Окрім цього, художник підкреслив лінії килима, що віддаляються, поєднувані зі складками на сукні Богородиці. Перспектива досягнута і завдяки послідовному зменшенню розміру витягнутих уздовж трону колон. Даненс також підкреслює, що прогрес художньої техніки ван Ейка особливо помітний при порівнянні з панелями «Мадонна Лукка» і «Мадонна каноніка ван дер Пале».
Як і в попередніх зображеннях інтер'єрів, в основі роботи ван Ейка лежить не певна будівля, а радше уявна й ідеалізована споруда, яка, на думку художника, уособлювала ідеальний архітектурний простір. Про це свідчить низка деталей, наприклад, наявність скульптур світського характеру, які навряд чи зустрілися б у реальній церкві того часу. При написанні будівлі ван Ейк приділив пильну увагу деталям сучасної архітектури, які він, найімовірніше, поєднав з елементами старовинних будівель. Колони стоять на високих призматичних основах, що зустрічаються у древніх церквах і на Тріумфальній арці Костянтина. Мистецтвознавець Крейг Харбісон припускає, що оскільки інтер'єри вигадані, глядач не обтяжений вже сформованими уявленнями про них, і подібний художній прийом дозволяє розкрити «фізіологічний» вплив картини на глядача. На думку мистецтвознавця, на панелях зображено момент, коли молитва і благочестя донатора винагороджується явленням Діви Марії і Немовляти Ісуса. Новизна і незвичайність ситуації підкреслюються диспропорційним розміром Богородиці у порівнянні з навколишнім середовищем.
Світло грає ключову роль у всіх п'яти панелях, у ступені, порівняним з роллю світла у роботі «Мадонна в Церкві». Арки і колони залиті денним світлом, яке відбивається у написах навколо центральної рами, що створюють ілюзію світла і освітлення. Ван Ейк приділяє особливу увагу ефекту насичення і градації світла, яке проникає до будівлі з лівого боку і поширюється по середній частині кожної із панелей. Художник часто використовував світло, щоб вказати на божественну ефемерну присутність. Прихований простір по обидва боки від трону Діви Марії, що веде до кожного із крил триптиха, залитий світлом і може бути інтерпретований як провідник божественного.
Дрезденський триптих справив великий вплив на роботу Рогіра ван дер Вейдена «Сім Таїнств», особливо в аспекті ігнорування масштабу, що проявляється через непропорційність Діви Марії по відношенню до інших фігур і навколишнього середовища. Ван дер Вейден розвиває подібну техніку далі, розмістивши велике розп'яття, яке піднімається над фігурами і майже перекриває висоту центральної панелі.

## Донатор

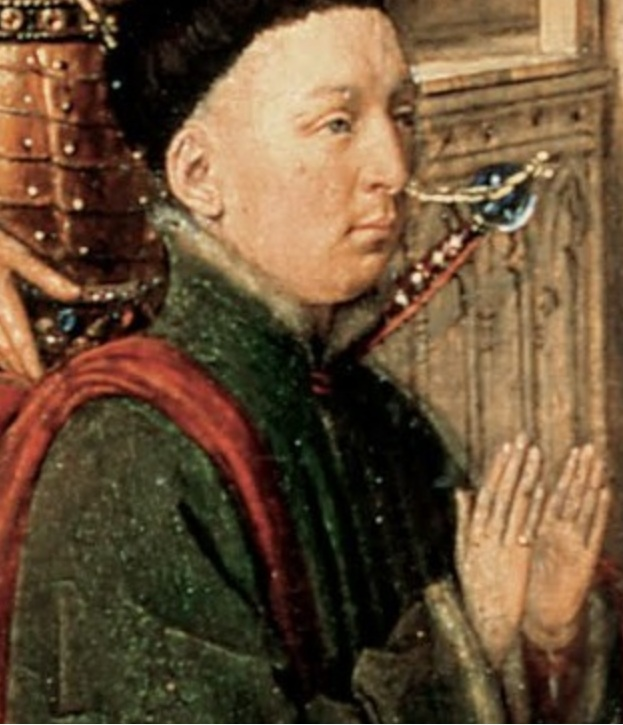
Фрагмент роботи, на якому зображено донатора. Його руки тягнуться до Богоматері, проте долоні не стискаються. Мається на увазі, що донатора застали зненацька, а не під час молитви

Особа донатора досі не встановлена, проте протягом останніх 200 років дослідники цієї праці висунули кілька припущень. Так, Харбісон вважає, що мініатюрний розмір твору вказує на те, що триптих радше використовувався як переносний вівтар, ніж для особистих молитов. Таким чином, Дрезденський триптих або замовив член духовенства, або замовлено для нього. Інші мистецтвознавці припускають, що замовником міг бути один із генуезьких купців. Подібна точка зору обґрунтована схожістю з вівтарною роботою Джованні Мазоні «Діва Марія і Немовля» з Понтремолі в Тоскані, створеною приблизно у кінці XV століття в італійському регіоні Лігурія. Пошкоджені герби на внутрішніх рамах пов'язують з альберго Джустініані, якому вдалося укласти торговельні зв'язки з Брюгге у XIV і XV століттях. Дрезденський триптих якщо й не був створений за дорученням Джустініані, то, принаймні, знаходився у їхньому володінні в кінці XV століття. На початку 1800-х років історик Френсіс Віл ідентифікував Мікеле Джустініані як потенційного замовника роботи, однак більш пізні історичні дослідження не змогли підтвердити присутність Мікеле у Брюгге близько 1437 року, оскільки він, найімовірніше, повернувся до Італії у 1430-му році.
Технічна експертиза середини XX століття встановила, що, можливо, вже у XV столітті герби Джустініані були нанесені поверх більш раннього геральдичного малюнка, значення й історія якого наразі вважаються втраченими. Даненс припускає, що один із членів клану Джустініані мав інші асоціації із зображеними на триптиху архангелом Михаїлом і святою Катериною, оскільки вони могли уособлювати членів італійської сім'ї Рапонді, чий торговий дім у Парижі було названо на честь святої Катерини. Їхня донька, також Катерина, вийшла заміж за італійського купця Мікеле Бурлемакі (Боллемар у фламандському написанні) з Лукки, часто бував у Брюгге. На думку Даненс, триптих міг бути замовлений як весільний подарунок. Згідно з архівними даними, ткачі міста Вервік платили данину Катерині Рапонді, і у вересні 1434 року, коли Мішель Бурламаччі займався збором податків у цьому місті, ван Ейк отримав винагороду, профінансовану за рахунок місцевих податкових надходжень. Даненс визнає, що особистість донатора встановити неможливо, однак припускає, що твір «міг бути весільним подарунком чоловіка дружині, запорукою його прихильності під час своєї відсутності, або це міг бути подарунок дружини чоловікові для захисту під час подорожей».

## Стан
Стан триптиха незадовільний. За минулі століття він отримав механічні пошкодження, випробував серйозну втрату яскравого шару і пережив неодноразові реставрації. Зовнішні дерев'яні рами, спочатку пофарбовані в сірі і жовті мармурові кольори, у XVI або XVII столітті були перефарбовані у чорний і червоний, коли «черепаховий колір, що імітує тодішній модний шпон, змінив колишню моду на яшмові фарби». У 1840 році до внутрішніх рам було додано прошарок із чорного дерева для додаткового захисту твору мистецтва. Великі реставраційні роботи були проведені для відновлення фарби на сукні Діви Марії, найбільший внесок зробив художник Едуард Бендеман, який працював з картиною у 1844 році. Серйозної деформації зазнали й герби, які згодом були відретушовані, водночас оригінальні рами виявилися стійкими до пошкоджень і тільки перефарбовувалися. Після завершення Другої світової війни робота була вивезена до Москви. Вівтар повернено до Дрездена у 1959 році вже почищеним, відреставрованим і лабораторно дослідженим. При знятті шару коричневої фарби під час лабораторного дослідження у Москві було виявлено напис ALC IXH XAN на внутрішньому молдингу центральної рами, перед кахельною підлогою. Залишки фарби були видалені під час подальшої реставрації.